# Rekinado 2: Drugie ugryzienie
Rekinado 2 (ang. Sharknado 2: The Second One) – amerykański film z gatunku horror science-fiction z 2014 roku wyprodukowany przez firmę The Asylum.
Premiera filmu miała miejsce 30 lipca 2014 roku na amerykańskim kanale SciFi Universal, natomiast – w Polsce dzień po premierze amerykańskiej, czyli 31 lipca 2014.

## Fabuła
Szalone anomalie pogodowe nawiedzają Nowy Jork. Wyrzucone z wody krwiożercze rekiny, porwane przez gigantyczne tornado, spadają na mieszkańców i najsławniejsze zabytki. W mieście wybucha panika. Fin (Ian Ziering) i April (Tara Reid) usiłują opanować przerażającą sytuację.

## Obsada
- Tara Reid – April Wexler
- Ian Ziering – Finley „Fin” Shepherd
- Vivica A. Fox – Skye
- Kari Wuhrer – Ellen Brody
- Robert Hays – Kapitan Robert „Bob” Wilson
- Judah Friedlander – Brian
- Andy Dick – policjant
- Judd Hirsch – taksówkarz Ben
- Mark McGrath – Martin Brody
- Billy Ray Cyrus – doktor Quint
- Kelly Osbourne – stewardesa

...i inni.

## Opinie
Zdaniem redaktora witryny hisnameisdeath.com, Rekinado 2: Drugie ugryzienie to jeden z najgorszych horrorów 2014 roku.